# José Mazar Barnett
José Mazar Barnett (Buenos Aires, 17 de noviembre de 1906 - Buenos Aires, 15 de marzo de 1980) fue un arquitecto, empresario y periodista argentino que ejerció como presidente del Banco Central de la República Argentina y como ministro de Obras Públicas de su país durante la presidencia de Arturo Frondizi.
Se graduó como técnico en construcciones y se desempeñó al frente de una empresa de construcciones; fue también profesor de escuelas secundarias. y en las Universidades Populares Argentinas (UPA) de cuyo Consejo Superior también fue presidente.
Fue uno de los fundadores de la Cámara Argentina de la Propiedad Horizontal, e incursionó en el periodismo editando la revista Sirena. Fue director y luego presidente del Banco Israelita.
Simpatizante de la Unión Cívica Radical Intransigente, se convirtió en un estrecho colaborador de Arturo Frondizi. Poco después de acceder este a la presidencia, lo nombró presidente del Banco Central, cargo que ocupó hasta 1959. En 1960 fue director general de Relaciones Culturales del Ministerio de Relaciones Exteriores de la Nación. Volvió brevemente a la presidencia del Banco Israelita y en 1961 fue nombrado presidente del Banco de la Nación Argentina.
El 15 de enero de 1962, Mazar Barnett fue nombrado ministro de Obras Públicas de la Nación. Su actuación no fue especialmente notable, ya que dos meses y medio más tarde, Frondizi fue derrocado. Mazar Barnett había renunciado tres días antes.